# Molophilus (Molophilus) efferox
Molophilus (Molophilus) efferox is een tweevleugelige uit de familie steltmuggen (Limoniidae). De soort komt voor in het Palearctisch gebied.